# Horror na wietrze
Horror na wietrze – film fabularny produkcji amerykańskiej w reżyserii Maxa Mitchella, nakręcony w 2008 roku. 

## Obsada
- Bruce Harders jako prezydent USA
- Ernest Sturdevant jako wiceprezydent USA
- Karl Anderson jako norweski dziennikarz
- Courtney Bell jako Joan Holbrook
- Morse Bicknell jako Ed Picante
- Andy Maiorano jako 1. agent tajnych służb
- Trevor Cooper jako 2. agent tajnych służb
- Annie Daniels jako właścicielka sieci telewizyjnej ATV
- Dennis Foulkrod jako Frank
- Perren Hedderson jako Richard Holbrook
- Monica Helm jako Daisey
- Jiji Hise jako Lisa Picante
- Katie Mehrer jako Wanda Sue Tucker
- Erin J. Miller jako Bethany
- Mike Miller jako Dan Lafferty
- Misty Moberly jako Sharon
- Gabe Morrison jako Hank
- Robert Puryear jako pastor Karl
- Duncan Sutherland jako Walt

i inni.

## Opis fabuły
W jednym z laboratoriów w USA dwóch biochemików przypadkowo odkryło substancję o nazwie "Formuła 4708", która po przedostaniu się do osoby heteroseksualnej przemienia ją gruntownie i pod każdym względem w osobę homoseksualną. Dzieje się tak zarówno z mężczyznami jak i kobietami. Substancja wydostaje się poza laboratorium i poprzez powietrze roznosi się początkowo po USA, a potem na cały świat. W ten sposób Ziemia zaludnia się nowymi, tą droga powstałymi gejami i lesbijkami. Nowi geje i lesbijki odkrywają radość z nowego wcielenia i nie chcą myśleć o odwróceniu losu. 
Początkowo rząd USA próbuje opanować sytuację. Ale przemiany ludzi w gejów i lesbijki już się nie da powstrzymać. Wszyscy staną się „tacy” prędzej czy później. W efekcie cała cywilizacja dostosowuje się do nowych warunków i nawet powstaje nowa wersja Biblii, Biblia Księżnej Diany.